# Ана Бекута
Ана Бекута (нар. 6 вересня 1959, Прібойска Баня, СФРЮ) — сербська співачка.

## Дискографія
- 1985. Ти си мене варао
- 1986. Ти ми требаш
- 1987. Само ти
- 1988. Увек постоји нада
- 1991. Ту сам руку да ти пружим
- 1993. Питаш како живим
- 1995. Тај живот мој
- 1995. Јасу Србијо / Γεια Σου Σερβια
- 1996. Опет имам разлог да живим
- 1998. Све је боље од самоће
- 1999. Крив си само ти
- 2001. Свирајте ми ону песму
- 2003. Две сузе
- 2005. Бројаница
- 2006. Маните се, људи
- 2010. Благо мени
- 2013. Хвала, Љубави!

1. 1 2  Discogs — 2000.